# Courville (Marne)
Courville é uma comuna francesa na região administrativa do Grande Leste, no departamento de Marne. Estende-se por uma área de 11.94 km², e possui 454 habitantes, segundo o censo de 2018, com uma densidade de 38 hab/km².